# Angelo Cijntje
Ryangelo Cijntje, detto Angelo (Willemstad, 9 novembre 1980), è un ex calciatore olandese, di ruolo difensore.

## Caratteristiche tecniche
È un terzino destro.

## Carriera

### Club
È stato una bandiera del Veendam con cui ha disputato 311 partite fra il 2002 ed il 2013.
Il 3 maggio 2015 ha esordito in Eredivisie con la maglia del Groningen in occasione del match vinto 3-1 contro l'Heracles Almelo.

### Nazionale
Ha esordito con la nazionale delle Antille Olandesi il 18 febbraio 2004 in occasione del match di qualificazione ai Mondiali 2006 perso 2-0 contro Antigua e Barbuda. Dal 2010, dopo la dissoluzione delle Antille Olandesi, ha giocato per Curaçao.

## Statistiche

### Cronologia presenze e reti in nazionale
| Cronologia completa delle presenze e delle reti in nazionale ― Antille Olandesi | Cronologia completa delle presenze e delle reti in nazionale ― Antille Olandesi | Cronologia completa delle presenze e delle reti in nazionale ― Antille Olandesi | Cronologia completa delle presenze e delle reti in nazionale ― Antille Olandesi | Cronologia completa delle presenze e delle reti in nazionale ― Antille Olandesi | Cronologia completa delle presenze e delle reti in nazionale ― Antille Olandesi | Cronologia completa delle presenze e delle reti in nazionale ― Antille Olandesi | Cronologia completa delle presenze e delle reti in nazionale ― Antille Olandesi |
| Data                                                                            | Città                                                                           | In casa                                                                         | Risultato                                                                       | Ospiti                                                                          | Competizione                                                                    | Reti                                                                            | Note                                                                            |
| ------------------------------------------------------------------------------- | ------------------------------------------------------------------------------- | ------------------------------------------------------------------------------- | ------------------------------------------------------------------------------- | ------------------------------------------------------------------------------- | ------------------------------------------------------------------------------- | ------------------------------------------------------------------------------- | ------------------------------------------------------------------------------- |
| 18-2-2004                                                                       | Saint John's                                                                    | Antigua e Barbuda                                                               | 2 – 0                                                                           | Antille Olandesi                                                                | Qual. Mondiali 2006                                                             | -                                                                               | 63’                                                                             |
| 31-3-2004                                                                       | Willemstad                                                                      | Antille Olandesi                                                                | 3 – 0                                                                           | Antigua e Barbuda                                                               | Qual. Mondiali 2006                                                             | -                                                                               | 79’                                                                             |
| 12-6-2004                                                                       | Willemstad                                                                      | Antille Olandesi                                                                | 1 – 2                                                                           | Honduras                                                                        | Qual. Mondiali 2006                                                             | -                                                                               | 69’                                                                             |
| 19-6-2004                                                                       | San Pedro Sula                                                                  | Honduras                                                                        | 4 – 0                                                                           | Antille Olandesi                                                                | Qual. Mondiali 2006                                                             | -                                                                               | 40’                                                                             |
| 6-2-2008                                                                        | Diriamba                                                                        | Nicaragua                                                                       | 0 – 1                                                                           | Antille Olandesi                                                                | Qual. Mondiali 2010                                                             | -                                                                               | 73’                                                                             |
| 26-3-2008                                                                       | Willemstad                                                                      | Antille Olandesi                                                                | 2 – 0                                                                           | Nicaragua                                                                       | Qual. Mondiali 2010                                                             | -                                                                               |                                                                                 |
| 9-6-2008                                                                        | Willemstad                                                                      | Antille Olandesi                                                                | 0 – 1                                                                           | Venezuela                                                                       | Amichevole                                                                      | -                                                                               |                                                                                 |
| 15-6-2008                                                                       | Port-au-Prince                                                                  | Haiti                                                                           | 0 – 0                                                                           | Antille Olandesi                                                                | Qual. Mondiali 2010                                                             | -                                                                               | 70’                                                                             |
| Totale                                                                          |                                                                                 | Presenze                                                                        | 8                                                                               |                                                                                 | Reti                                                                            | 0                                                                               |                                                                                 |

| Cronologia completa delle presenze e delle reti in nazionale ― Curaçao | Cronologia completa delle presenze e delle reti in nazionale ― Curaçao | Cronologia completa delle presenze e delle reti in nazionale ― Curaçao | Cronologia completa delle presenze e delle reti in nazionale ― Curaçao | Cronologia completa delle presenze e delle reti in nazionale ― Curaçao | Cronologia completa delle presenze e delle reti in nazionale ― Curaçao | Cronologia completa delle presenze e delle reti in nazionale ― Curaçao | Cronologia completa delle presenze e delle reti in nazionale ― Curaçao |
| Data                                                                   | Città                                                                  | In casa                                                                | Risultato                                                              | Ospiti                                                                 | Competizione                                                           | Reti                                                                   | Note                                                                   |
| ---------------------------------------------------------------------- | ---------------------------------------------------------------------- | ---------------------------------------------------------------------- | ---------------------------------------------------------------------- | ---------------------------------------------------------------------- | ---------------------------------------------------------------------- | ---------------------------------------------------------------------- | ---------------------------------------------------------------------- |
| 12-6-2011                                                              | Antigua                                                                | Antigua e Barbuda                                                      | 5 – 2                                                                  | Curaçao                                                                | Qual. Mondiali 2014                                                    | -                                                                      |                                                                        |
| 19-6-2011                                                              | Willemstad                                                             | Curaçao                                                                | 2 – 4                                                                  | Haiti                                                                  | Qual. Mondiali 2014                                                    | -                                                                      |                                                                        |
| 6-2-2011                                                               | Willemstad                                                             | Curaçao                                                                | 0 – 1                                                                  | Antigua e Barbuda                                                      | Qual. Mondiali 2014                                                    | -                                                                      |                                                                        |
| 26-3-2011                                                              | Port-au-Prince                                                         | Haiti                                                                  | 2 – 2                                                                  | Curaçao                                                                | Qual. Mondiali 2014                                                    | -                                                                      | 72’                                                                    |
| 9-6-2011                                                               | Frederiksted                                                           | Isole Vergini Americane                                                | 0 – 3                                                                  | Curaçao                                                                | Qual. Mondiali 2014                                                    | -                                                                      | 68’                                                                    |
| 15-6-2011                                                              | Willemstad                                                             | Curaçao                                                                | 6 – 1                                                                  | Isole Vergini Americane                                                | Qual. Mondiali 2014                                                    | 1                                                                      |                                                                        |
| Totale                                                                 |                                                                        | Presenze                                                               | 6                                                                      |                                                                        | Reti                                                                   | 1                                                                      |                                                                        |